# Lol Tolhurst
Laurence Andrew Tolhurst, w skrócie Lol Tolhurst (ur. 3 lutego 1959 w Horley) – brytyjski muzyk, członek współzałożyciel zespołu The Cure, w którym grał na perkusji i instrumentach klawiszowych. Usunięty z zespołu w 1989 roku. Powrócił do niego na krótko w 2011 roku.

## Życiorys

### Początki
Lawrence Tolhurst urodził się w muzykalnej rodzinie. Jego ojciec William, marynarz z zawodu, grał na fortepianie, a młodsza siostra Barbara została nauczycielką muzyki. Również matka Daphne interesowała się muzyką i sztuką. Tolhurst w 2005 roku stwierdził, iż to jej zawdzięczał swoje zainteresowania muzyczne. Razem z Robertem Smithem chodził do tej samej szkoły podstawowej, St. Francis Primary and Junior Schools w Crawley.

### Działalność w The Cure (1976–1989)
Później, gdy obaj uczęszczali do katolickiej szkoły średniej St. Wilfrid, utworzyli razem z Michaelem Dempseyem zespół The Easy Cure (Smith – gitara i śpiew, Dempsey – gitara basowa i Tolhurst – perkusja). W 1978 roku zmienili nazwę na The Cure, podpisali kontrakt z wytwórnią Fiction Records i wydali swój pierwszy singiel, „Killing an Arab”, inspirowany powieścią Obcy Alberta Camusa. Tolhurst uczestniczył w nagraniach kolejnych albumów zespołu, w tym Pornography (1982), który uważa za swój ulubiony.
Począwszy od albumu The Head on the Door, wydanego w 1985 roku, Tolhurst zaczął grać na instrumentach klawiszowych. W 1989 roku z powodu problemów związanych z alkoholem musiał opuścić zespół. 

### Działalność po odejściu z The Cure
Na początku lat 90. założył zespół Presence.
W 1991 roku pozwał Roberta Smitha do sądu w związku z prawami autorskim i wspólnymi prawami do nazwy zespołu, ale po trwającym 3 lata procesie przegrał. Później przeprowadził się do Los Angeles.

### XXI wiek
Na początku XXI wieku pogodził się z Robertem Smithem. W tym samym czasie wspólnie z żoną Cindy założył zespół Levinhurst. Sam programuje perkusje i instrumenty klawiszowe, a jego żona śpiewa. Debiutancki album zespołu ukazał się w lutym 2004 roku.
W 2010 roku skontaktował się z Robertem Smithem w sprawie planowanej przez tego ostatniego okolicznościowej trasy koncertowej, związanej z 30 rocznicą wydania albumu Faith. W 2011 na krótko powrócił do zespołu The Cure. W 2016 roku wydał książkę Cured, poświęconą własnym wspomnieniom związanym z The Cure oraz swojej wieloletniej przyjaźni z Robertem Smithem. 